# Vasember 3.
A Vasember 3. (eredeti cím: Iron Man 3) 2013-ban bemutatott amerikai szuperhős mozifilm a Stan Lee által alkotott Vasember főszereplésével. A Jon Favreau által rendezett 2008-as A Vasember és a 2010-es Vasember 2. után a harmadik részt már Shane Black rendezte.
Bemutatójának időpontja 2013. május 3., a produkciót 3D-ben is elkészítették. Magyarországon 2013. április 25-én volt a premierje.

## Cselekmény
1999 szilvesztere, Bern, Svájc. Tony Stark épp végzett az előadásával, de annyira részeg, hogy csak a gyönyörű feltalálóra, Maya Hansenre szeretne a továbbiakban mély benyomást tenni – nem kíváncsi sem Jinsenre, a gulmirai tudósra, sem pedig Aldrich Killianre, az Advenced Idea Mechanics (AIM) munkatársára, aki együtt akar dolgozni a csodagyerekkel – utóbbit úgy rázza le, hogy találkozót beszél meg vele 5 perc múlva a tetőn. Maya akkoriban egy olyan szeren dolgozott, amely képes regenerálni az élő szöveteket – de a sikeres regenerálás után az anyagok mindig túlhevültek és felrobbantak. Tony Stark felír valamit egy poháralátétre, ami közelebb viszi Mayát a megoldáshoz, de az ő megoldása sem tökéletes.
Napjainkban az Amerikai Egyesült Államokat terrorcselekmények rázzák meg. Az öngyilkos robbantásokat egy rejtélyes terrorista, a „Mandarin” vállalja magára, aki élő egyenes adásban akarja megleckéztetni az amerikai elnököt. Az amerikai kormány a Mandarin ellen azzal próbál védekezni, hogy átalakítják a Hadigép páncélt az amerikai zászló színeiben tündöklő Vashazafivá. Eközben Tony Starkot a Bosszúállók között eltöltött időszak gyötri; folyamatos rémálmai és időnként pánikrohamai vannak, amit azzal kompenzál, hogy éjjel-nappal a páncéljai fejlesztésével foglalkozik (köztük a 42-esen, amit a Tony bőre alá ültetett implantátumokkal tud magához hívni), valamint a Stark Industriesnál felbukkan az AIM nevű cég  immár vezetője, a Tony által lerázott Killian, aki korábban Tonyhoz hasonlóan Pepper Potts kezére pályázott. Killian új szérumához, az Extremishez kérné Pepper és a Stark Industries támogatását, amivel módosíthatnák az ember agyát és genetikai állományát, ám Pepper elutasítja ezt, mert túl veszélyesnek tartja.
Happy Hogan, Tony Stark korábbi testőre, a Stark Industries biztonsági vezetője felettébb gyanúsnak találja Killian emberét, Willt, akit követni kezd egészen a kínai moziig. Ott Will egy katonának ad át egy táskát, benne a katona Extremis fejadagjával, ám Happy megpróbál ellopni egy kis adagot belőle. Will összeverekedik Happyvel, csakhogy a katona szervezete nem reagált jól a szérumra, ezért felrobbant, megsemmisítve a mozit és több tucat embert. Happy épphogy túléli a robbanást és el is ájul, de előtte még látja, ahogy a szintén Extremisszel kezelt Will teste regenerálódik a robbanás után és elmegy, mintha mi se történt volna.
A robbantást később a Mandarin vállalja magára, így a kórházban fekvő Happy meglátogatása után egy csapat várakozó újságíró kapja el Tonyt, hogy a Mandarinról kérdezzék. Tony ettől ideges lesz, és miután nyilvánosan párbajra hívja a Mandarint, megadva neki a malibui lakása címét, elviharzik a helyről. Otthonában Tony rekonstruálja a robbantás helyszínét virtuálisan, így talál ott egy dögcédulát, habár a jelentések szerint nem halt meg a helyszínen katona. A meglepő, 3000 Celsius-foknál magasabb hőmérsékletet termelő robbantást alapul véve Tony nyomozni kezd, majd Tennessee talál egy hasonló esetet, ahol egy katona öngyilkossága okozott ilyen robbanást, ám ez minden Mandarin támadást megelőzött. Tony épp útitervet csinálna a helyre, amikor megjelenik a háznál Maya Hansen, aki figyelmeztetni akarja őt, ám ekkor rakétatámadás éri Stark házát. A támadás során Pepper a Vasember páncéllal kimenti Mayát, majd Tony a páncélt felszedve leszed 2 helikoptert a rájuk támadó 3-ból, ám az összeomló háza őt is maga alá temeti, a páncél súlyosan megsérül és ő is eszméletét veszti. Az egész világ azt hiszi, hogy Stark meghalt, ám mesterséges intelligenciája, J.A.R.V.I.S. még időben kimenti őt és elrepül vele.
Mikor Stark ismét magához tér, Tennessee közelében van, ahova az útitervet kérte, ám lezuhan és a páncél teljesen lemerül. A páncélt magával vivő Stark üzenetet hagy Peppernek, bizonyítva, hogy életben van, majd egy Harvey nevű kölyök lakásában talál menedékre, akinek a segítségéért egy minifegyvert ad neki, amivel Harvey az őt bántó srácon bosszút állhat. 
A Tony életben maradásáról értesült Pepper kérdőre vonja Maya Hansent, akiről kiderül, hogy Killiannek dolgozik. Elmondása szerint az Extremist az általa 1999 szilveszterén Tonynak mutatott szerből gyártották, Killien pedig megszerezte tőle, hogy továbbadja a főnökének, aki nem más, mint a Mandarin. Ám kiderül, hogy Maya csellel hozta magához Peppert, akit Killian kezére játszik. Ezalatt Tony a Tennessee-ben felrobbant katona, Chad Davis anyját látogatja meg a kocsmában, akitől megkapja a fia aktáját. Ekkor egy Extremis katona támad Tonyra, ám sikerül legyőznie őt. Will is feltűnik a színen, de Harvey segítségével legyőzi őt, majd az akta alapján rájönnek, hogy Davis az AIM-nek dolgozott. Rhodey hozzáférése segítségével – ugyanis az AIM csinálta a Vashazafi páncél specifikációit – kiderül, hogy Killian az Extremis segítségével sérült embereknek adja meg a regenerálódás képességét, azonban némely kísérlet sikertelen, ezért az adott ember felrobban – ámde ezt tökéletes merényleti eszköz a Mandarinnak. Tony ezután az újra feltöltött J.A.R.V.I.S. segítségével megtalálja a Miamiban lévő házat, ahonnan a Mandarin adásait sugározzák, ahova pár összebarkácsolt kütyüvel jut be.
A házba érve nagy meglepetés éri: akit a világ Mandarinnak hisz valójában egy Trevor Slattery nevű színész, akit a sikertelen kísérletek felhasználása végett talált ki Killian. Ekkor viszont Killian és Maya elfogják őt, ugyanis utóbbinak Tony segítsége kell a szer tökéletesítéséhez. Killian elmondja, hogy amit Tony tett vele szilveszterkor, az láttatta vele meg, hogy az anonimitás mögé rejtőzve mekkora hatalomra tehet szert, ennek okán találta ki a Mandarint is. Ezután afféle bosszúként megmutatja Tonynak, hogy Peppernek is beadták az Extremist, amit látva Maya öngyilkossággal fenyegeti Killiant, ami a férfit nem hatja meg, így lelövi Mayát. Eközben Killian ellopta a Vashazafi páncélt, amiben Willt álcaként felküldi az elnöki repülőgépre, ahonnan a páncélt az elnökkel együtt elhozza. Ám közben Tony az immár feltöltött 42-es páncélt magához hívva kiszabadul, majd Rhodeyval együtt a Slatterytől kiszedett információk alapján az elnök gépéhez indulnak, ahol Tony végez Will-lel és kiment minden utast – csakhogy addigra az elnök már nincs ott.
Killian a Roxxon vállalat egyik tönkrement olajfúrójánál akarja kiiktatni az elnököt, ám Tony és Rhodes rajtuk ütnek és nincsenek egyedül: a Tony által gyártott több tucat, korábban a ház alatt tartott Vasember páncélt aktiválják, amik J.A.R.V.I.S. irányítása alatt támadják az ellenséget. Rhodes visszaszerzi a Vashazafi páncélt és kimenti az elnököt, ezalatt Tony Pepperért indul, aki viszont a Killiannel folytatott harca eredményeképp a mélybe zuhan. Tonyt elönti a düh és Killiannel kezd harcolni, majd végül Killianre küldi a 42-es páncélt, amit aztán megsemmisít. Killian még ezt is túléli, ám ekkor megjelenik a halottnak hitt Pepper, aki Tony egyik páncélját felhasználva öli meg Killiant. Ezután Tony a Pepper iránti szeretetből és azért, mert már tudja hogy a páncélok nélkül is ér valamit, megsemmisíti az odarendelt páncélok nagy részét.
Az eset után a Mandarint játszó Slatteryt és Killiant támogató embereket – köztük az alelnököt – letartóztatják, Tony pedig Harveynak hálából egy kisebb labort épít. Tony helyrehozatja Peppert, ám itt nem áll meg, és végül kiszedeti a még a szíve felé tartó repeszeket. Ezután már nincs szüksége a reaktorra, ezért a tengerbe dobja, majd levonja azt a konklúziót, hogy sok mindent elvehetnek tőle (a házát, a cuccait, a páncélját), de egy dolgot nem: hogy ő Vasember.
A stáblista utáni jelenetben kiderül, hogy Tony az egészet Bruce Bannernek meséli, aki viszont már a Killiannel történt liftes találkozásnál elaludt. Bruce elmondja Tonynak, hogy neki az ilyenekhez nincs türelme, ám Tony ezt nem veszi figyelembe, és egy fiatalkori sérelméről kezd beszélni, amin Bruce ismét bealszik.

## Szereplők
| Színész           | Szereplő                 | Magyar hang     | Leírás |
| ----------------- | ------------------------ | --------------- | --- |
| Robert Downey Jr. | Tony Stark / Vasember    | Fekete Ernő     | Bosszúálló és egy önjelölt zseni, milliárdos, playboy és filantróp, akinek saját találmánya a mechanikus páncélja. Azzal küzd, hogy feldolgozza a New York-i csatában átélt halálközeli élményét és szorongásos rohamoktól szenved.                                                                                       |
| Gwyneth Paltrow   | Virginia 'Pepper' Potts  | Major Melinda   | Stark barátnője, régi munkatársa és a Stark Industries jelenlegi vezérigazgatója. |
| Don Cheadle       | James Rhodes / Vashazafi | Takátsy Péter   | Stark legjobb barátja és a Stark Industries és az amerikai légierő közötti összekötő a beszerzési osztályon. Ő működteti az újratervezett Hadigép páncélt. |
| Guy Pearce        | Aldrich Killian          | Stohl András    | Az Extremis vírus megalkotója és az Advanced Idea Mechanics tudományos és fejlesztési szervezet alapítója és tulajdonosa, aki a Mandarin köpenyét a sajátjává teszi. |
| Rebecca Hall      | Maya Hansen              | Németh Borbála  | Genetikus, aki segített Killian-nek az Extremis létrehozásában. |
| Ty Simpkins       | Harley Keener            | Boldog Gábor    | Gyerek, aki a Tennessee állambeli Rose Hillben él. Segít Tony Starknak, amikor az betör a garázsába, hogy megjavítsa a ruháját. Később segít Starknak az Extremis projekthez kapcsolódó különböző incidensek kivizsgálásában, majd Stark egy modern mérnöki eszközökkel és berendezésekkel teli garázzsal jutalmazza meg. |
| Stephanie Szostak | Ellen Brandt             | Kovács Patrícia | Háborús veterán, aki az Extremis-szel való érintkezése után bérgyilkossá válik. |
| James Badge Dale  | Eric Savin               | Zámbori Soma    | Killian Extremis-szel hajtott csatlósa. |
| Jon Favreau       | Harold "Happy" Hogan     | Kálid Artúr     | Tony Stark egykori testőre és sofőrje, aki most a Stark Industries biztonsági részlegének vezetője. |
| Ben Kingsley      | Trevor Slattery          | Szilágyi Tibor  | Brit színész, akit Killian felbérelt, hogy a Mandarint, egy terrorista személyiséget alakítsa a zavaros televíziós adásokban, amelyekben a Tíz Gyűrű nemzetközi terrorszervezet vezetőjeként jelenik meg. |
| Paul Bettany      | Jarvis (hangja)          | Kárpáti Levente | Stark mesterséges intelligenciája. |
| Ashley Hamilton   | Jack Taggert             | Makranczi Zalán | Az Extremis egyik katonája |
| William Sadler    | Matthew Ellis            | Rosta Sándor    | Az Egyesült Államok elnöke. |
| Miguel Ferrer     | Rodriguez                | Barbinek Péter  | Az Egyesült Államok alelnöke. |
| Adam Pally        | Gary                     | Bozsó Péter     | Operatőr, aki segít Starknak. |
| Shaun Toub        | Ho Yinsen                | Fazekas István  | Tudós, aki későbbiekben segít Starknak megszökni Afganisztánból. |
| Stan Lee          | önmaga                   | Nem szólal meg  | Bíró a szépségkirálynő-választáson. |
| Dale Dickey       | Mrs. Davis               | Antal Olga      | Egy olyan Extremis alany anyja, akit terroristának állítottak be. |
| Mark Ruffalo      | Bruce Banner / Hulk      | Rajkai Zoltán   | Bosszúálló, aki a gamma-sugárzás való kitettség miatt hatalmas zöld, humanoid szörnyeteggé változik, ha dühös vagy izgatott lesz. |
| Bill Maher        | önmaga                   | Jakab Csaba     | Humoristák. |
| Joan Rivers       | önmaga                   | Andresz Kati    | Humoristák. |

## Megjelenés
A Vasember 3. című filmet világszerte a Walt Disney Studios Motion Pictures, kivéve Kínát, ahol a DMG Entertainment mutatja be, valamint Németországot és Ausztriát, ahol a Tele München Group.

### Marketing
2012 júliusában a San Diego Comic-Con International rendezvényen egy új Vasember-páncélt mutattak be a filmből az előző két Vasember-filmben és a Bosszúállókban látott másik hét páncél mellett. Egy beszélgetés keretében Shane Black, Robert Downey Jr., Don Cheadle, Jon Favreau és Kevin Feige beszélgetett a film forgatásáról és több percnyi részletet mutattak be a filmből.